# MoGas Pipeline
MoGas Pipeline — газопровідна система у штаті Міссурі з виходом до сусіднього штату Іллінойс.
Утворена у 2008 році шляхом злиття активів трьох компаній Missouri Interstate Gas, Missouri Gas Company та Missouri Pipeline Company. Їх газопроводи загальною протяжністю 263 милі утворюють дві основні частини:
- північна гілка, що прямує переважно в широтному спрямуванні південніше річки Міссурі до місця її злиття з Міссісіпі, після чого перетинає останню та входить на територію штату Іллінойс. У початковій точці створені інтерконектори з газопроводами Panhandle Eastern Pipeline та Rockies Express, в кінцевій — з Mississippi River Transmission;
- південно-західна гілка, прокладена виключно у штаті Міссурі від центральної частини північної гілки на південний захід.
Максимальний діаметр трубопроводів у складі системи становить 400 мм. Перекачування газу забезпечується компресорною станцією в окрузі Пайк, в місці інтерконнектора з Panhandle Eastern Pipeline.